# ペガスス座51番星
ペガスス座51番星（ペガススざ51ばんせい、51 Pegasi、略称51 Peg）は、地球から約50光年の距離にある太陽に似た恒星。地球から見るとペガスス座の四辺形の近くに位置する。1995年10月6日、太陽外の惑星の存在が確認された。

## 概要
| 太陽 | ペガスス座51番星 |
| ---- | ---------------- |
| 太陽 | Exoplanet        |

ペガスス座51番星の視等級は5.5であり、双眼鏡を使えば確認することが出来るほか、星のよく見える暗い場所では肉眼で見ることも可能である。
ペガスス座51番星は太陽に似た黄色い恒星で、スペクトル型はG2.5IV（ソースによってはG4-5V）である。年齢は75-85億歳と推定され、太陽（46億歳）より高齢の可能性が高い。質量は太陽より4%ほど大きく、太陽に比べ重元素成分に富む。表面温度は太陽と同じか若干低い程度だが、明るさでは30%上回っている。これはペガスス座51番星が太陽と比べて大きな天体であることを意味する。そのため、ペガスス座51番星を準巨星に分類しているカタログもある。
ペガスス座51番星には近接した軌道を持つ惑星があることが知られている。このような惑星が存在すると、恒星の活動が活発になりやすいという指摘があるが、スペクトルやX線の測定によると、現在のペガスス座51番星の活動はごく低調で、マウンダー極小期のような状態にあることが示されている。

## 惑星系
ペガスス座51番星は、木星の半分ほどの質量がある惑星ペガスス座51番星b (51 Pegasi b) を持つ。1995年にジュネーブ天文台のミシェル・マイヨール、ディディエ・ケローらにより発見された。この惑星は木星に似た組成を持つと推測されており、主星から0.05au（太陽-水星の距離の1/6）という近距離を4.2日で公転している。そのため表面は1000℃まで熱せられていると考えられている。このようなタイプの惑星はホット・ジュピターと呼ばれ、発見当初は惑星形成理論で説明できない常識外れな惑星だと考えられたが、後に似たような惑星が数多く発見されている。
| 名称 （恒星に近い順） | 質量              | 軌道長半径 （天文単位） | 公転周期 (日)     | 軌道離心率 | 軌道傾斜角 | 半径 |
| --------------------- | ----------------- | ----------------------- | ----------------- | ---------- | ---------- | ---- |
| b (Dimidium)          | >0.468 ± 0.007 MJ | 0.052                   | 4.23077 ± 0.00005 | 0          | —          | —    |

## 名称
暗い星であり、神話や伝承に基づく固有名はない。
2015年に国際天文学連合によって太陽系外惑星系の名前の公募が行われた際にこの星系も募集の対象となった。2015年12月15日、国際天文学連合より、スイスのルツェルンにある天文クラブからの提案を採用し、主星に Helvetios 、惑星bに Dimidium という名前を選定したことが発表された。Helvetios は中世にスイス地方に住んでいたケルト系民族を指す the Helvetian （ヘルウェティイ族）のラテン語形である。また Dimidium はラテン語で「半分」を意味し、この惑星が少なくとも木星の半分の質量を持つことに由来している。